# Italian Open 1987
Die Italian Open 1987 waren ein Tennisturnier der WTA Tour 1987 für Damen und ein Tennisturnier der Grand Prix 1987 (Tennis)-Serie für Herren in Rom. Das Damenturnier fand vom 2. bis 10. Mai 1987 statt und das Herrenturnier vom 10. bis 17. Mai 1987.